# Monti Chamar-Daban
I monti Chamar-Daban (in russo Хамар-дабан) sono una catena di alte montagne situate lungo la costa sud-orientale del lago Bajkal in Russia, nel sud della Siberia, a nord della frontiera mongola. Si sviluppano quasi completamente in Buriazia; solo una piccola parte del nord-ovest della catena ricade entro i confini dell'oblast' di Irkutsk.

## Geografia

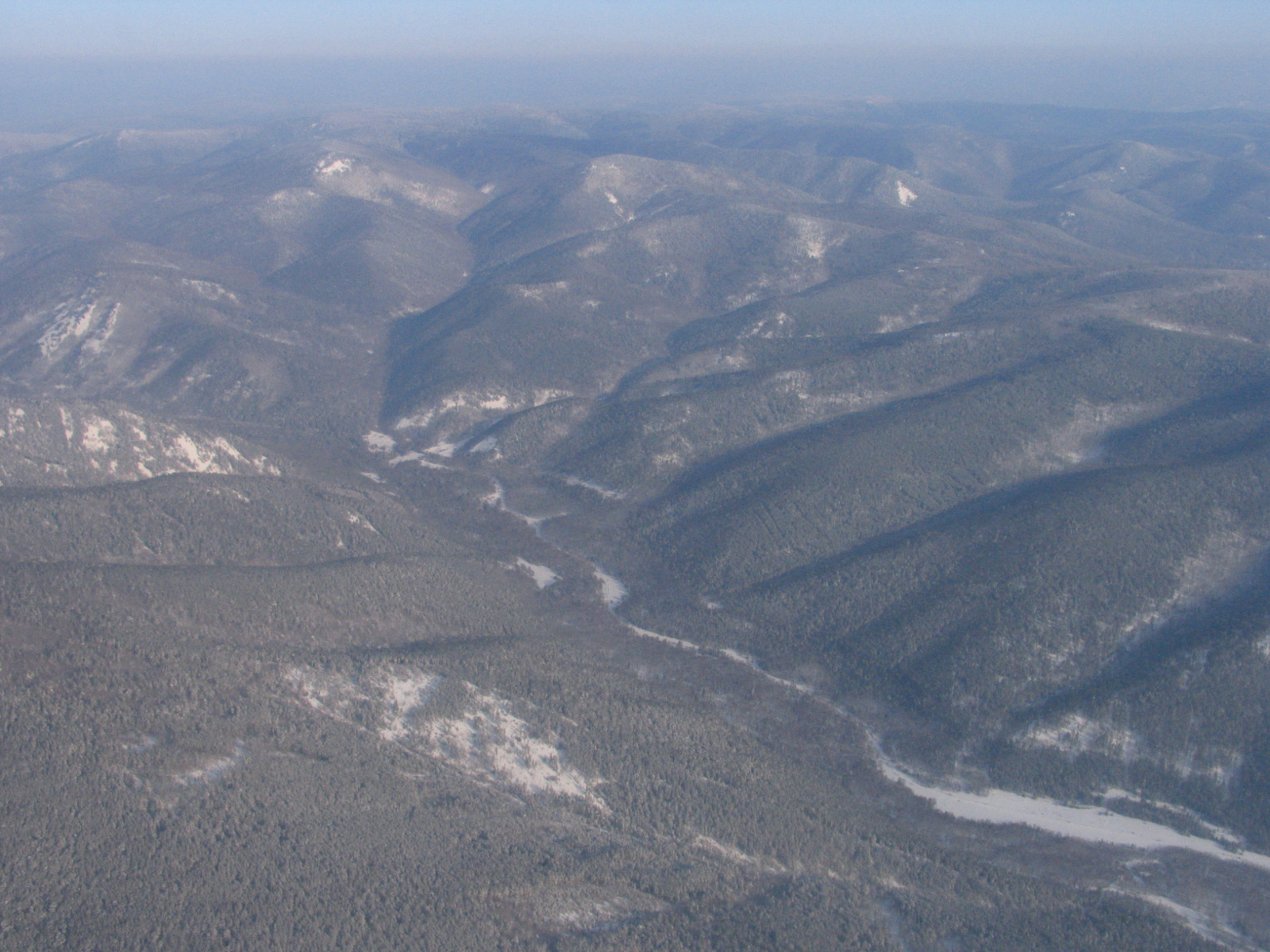
Veduta dei versanti meridionali dei monti Chamar-Daban.

I monti Chamar-Daban si estendono approssimativamente da ovest a est su una lunghezza di 420 chilometri e una larghezza di fino a 65 chilometri. Costituiscono il prolungamento orientale dei monti Sajany, dai quali sono separati a nord-ovest dalla depressione di Tunka. La loro altezza aumenta da est a ovest. Per questo motivo è proprio nel settore occidentale che si trovano le cime più alte, il Chan-Ula (2371 m) e, presso il corso superiore dell'Utulik, l'Utulinskaja Podkova (2396 m). La vetta prediletta dagli alpinisti, tuttavia, è il picco Čerskogo (2090 m), che ogni anno attira migliaia di turisti.

## Idrografia
Tra queste montagne si trovano numerosi laghi, tra i quali ricordiamo il Sobolinoe, il maggiore, il Patovoe e il Chortovo. I corsi d'acqua più importanti sono lo Zun-Murin, l'Utulik, la Snežnaja, l'Orongoi, il Temnik e il Chara-Murin. Esiste un gran numero di cadute d'acqua, cascate e rapide.

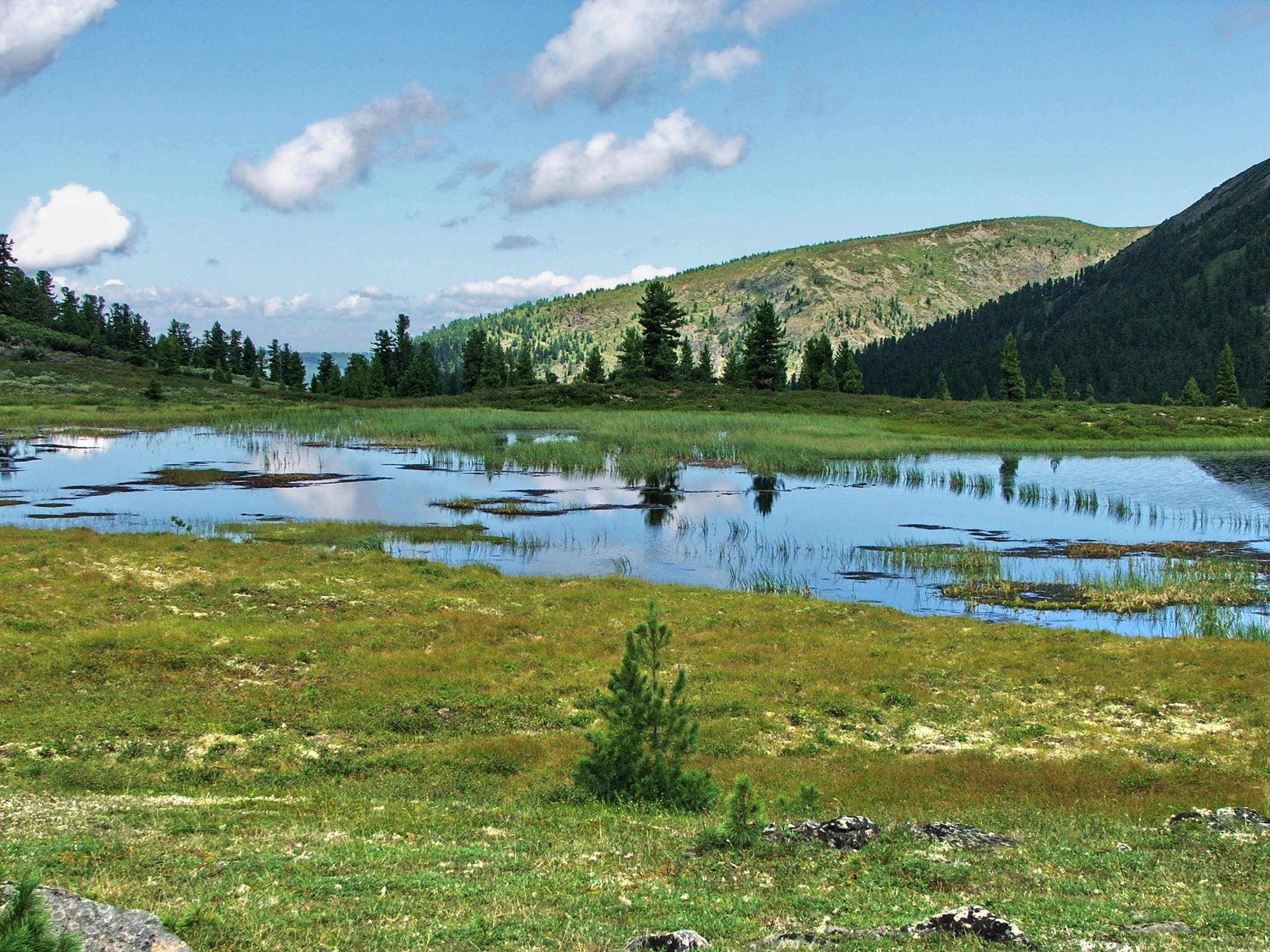
Il lago Chortovo.
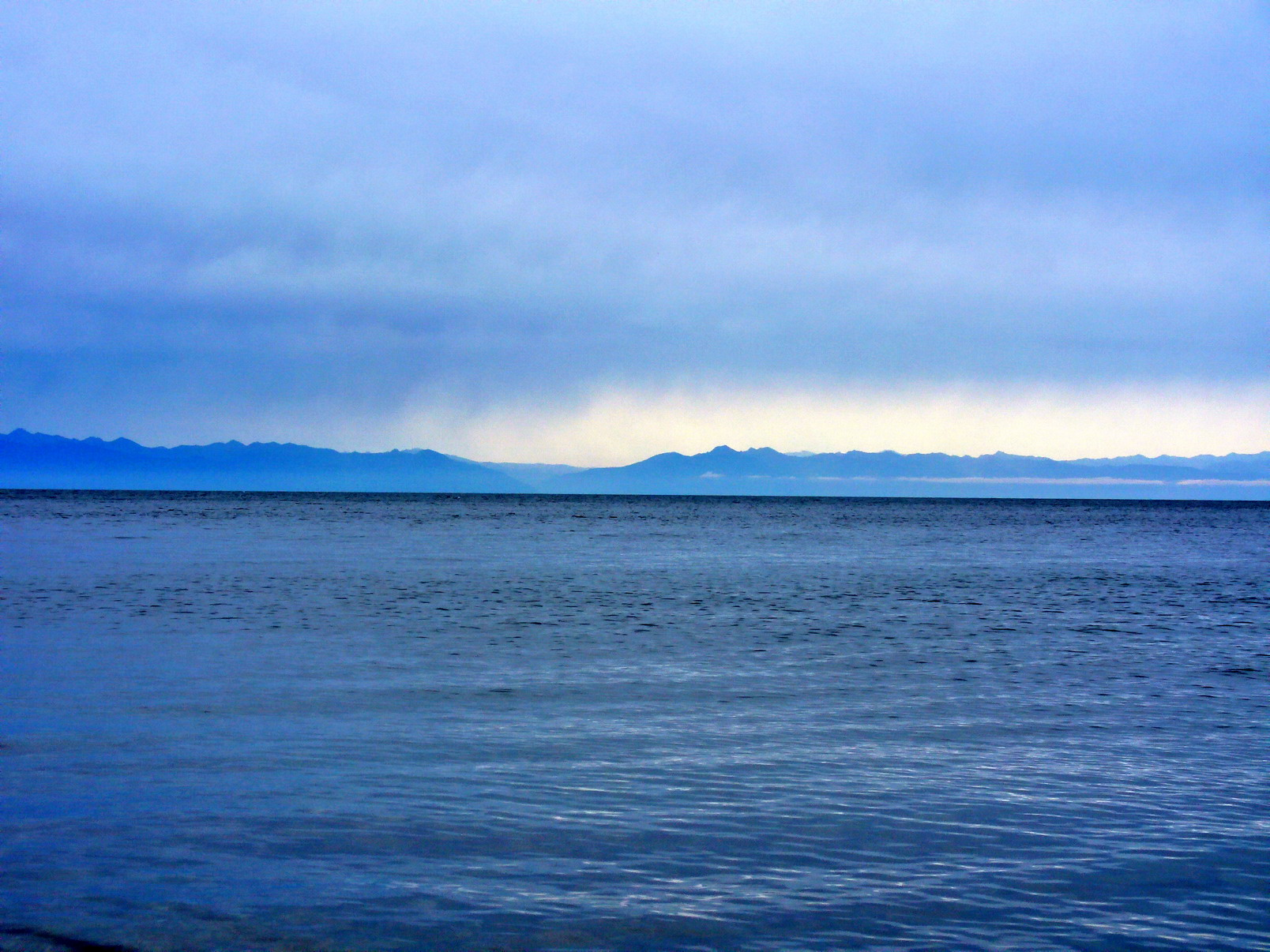
I monti Chamar-Daban visti dal lago Bajkal.

## Ambiente naturale

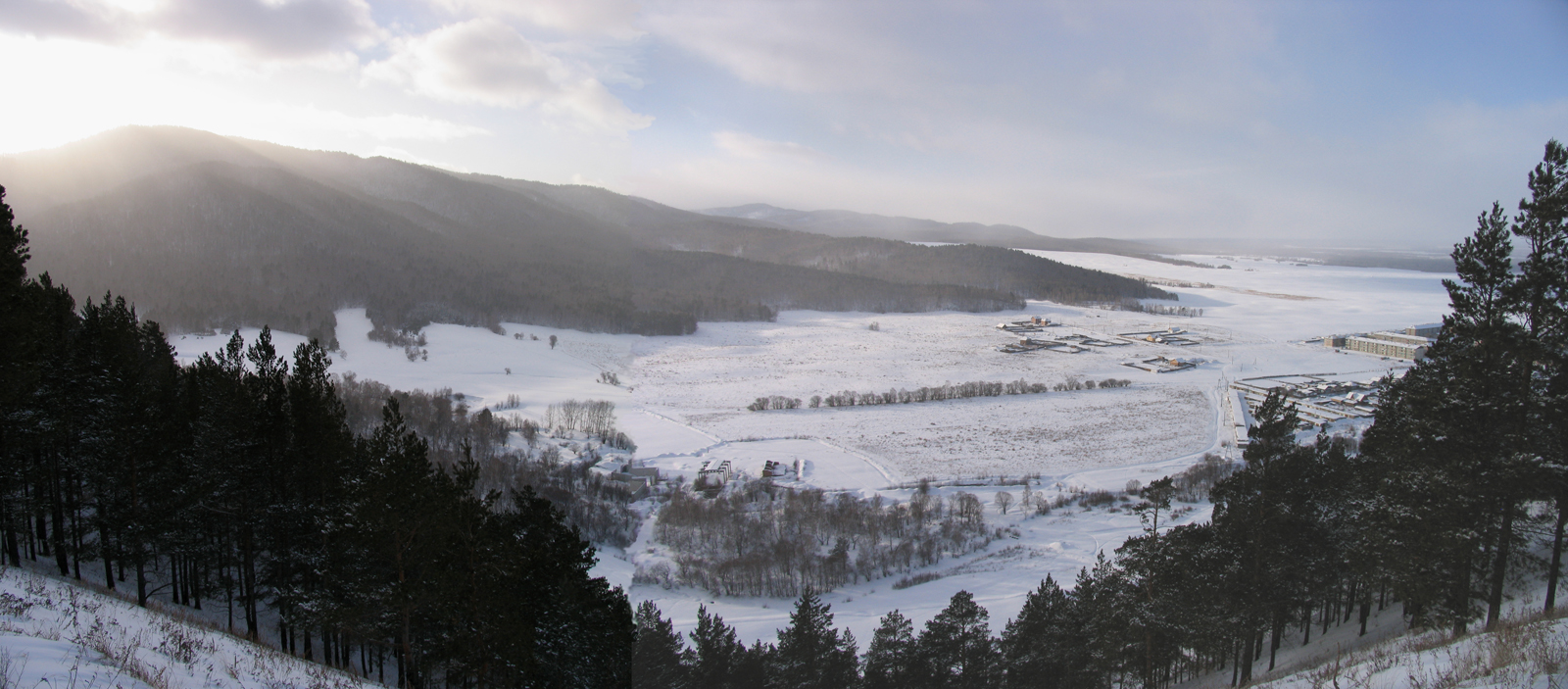
Colline del nord dei Chamar-Daban nei pressi del villaggio di Kamensk.

I versanti settentrionali dei monti Chamar-Daban ricevono in media 1200 mm di precipitazioni annuali, caratteristica che ne fa la zona più piovosa e umida della regione del lago Bajkal; pertanto l'area è ricoperta da una fitta foresta. Sul versante meridionale, meno irrigato, è la tundra a dominare il paesaggio. I boschi sono composti principalmente da conifere, con alberi sparsi di pioppi e betulle. Qui il limite superiore del bosco corre tra 1500 e 1800 m di altitudine. Nella parte centrale della catena dei Chamar-Daban, nel 1969 è stata istituita una riserva della biosfera, la riserva naturale del Bajkal, che si estende su una superficie di 1657 km², mentre la parte meridionale ricade entro i confini del parco nazionale di Tunka.